# نظام النطاقات الثلاث

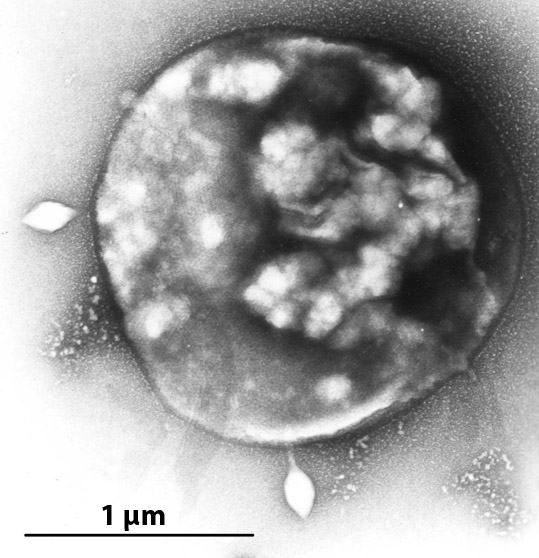
خلية Sulfolobus مصابة بفيروس STSV-1 تحت المجهر.

نظام المجالات الثلاثة هو نظام تصنيفي يُقسم جميع أشكال الحياة الخلوية إلى ثلاثة مجالات، وهي العتائق، والبكتيريا، وحقيقيات النوى. تم تقديم هذا النظام من قبل كارل ووز، وأوتو كاندلر، ومارك وويليس [الإنجليزية] في عام 1990. يتمثل الاختلاف الرئيسي بين هذا النظام والتصنيفات السابقة، مثل نظام الإمبراطوريتين وتصنيف الممالك الخمس، في فصل العتائق (التي كانت تُعرف سابقًا باسم "البكتيريا القديمة") عن البكتيريا باعتبارهما كائنين مختلفين تمامًا.
يُعتبر فرضية المجالات الثلاثة قديمة أو غير دقيقة، حيث يُعتقد أن حقيقيات النوى لا تشكل مجالًا منفصلًا للحياة، بل نشأت نتيجة اندماج بين نوعين مختلفين، أحدهما من العتائق والآخر من البكتيريا. (انظر: نظام النطاقين).

## نبذة
جادل ووز استنادًا إلى الاختلافات في جينات الحمض النووي الريبوزي الريبوسومي 16S [الإنجليزية]، بأن البكتيريا والعتائق وحقيقيات النوى نشأت بشكل منفصل عن سلف بسيط له آلية وراثية غير متطورة، والذي يُطلق عليه عادةً "البروجينوت". ولتوضيح هذه الخطوط الأساسية للنسب، صنف كل منها كـ مجال مقسم إلى عدة ممالك. في البداية، قسم ووز بدائيات النوى إلى Eubacteria (التي تُعرف حاليًا باسم البكتيريا) و Archaebacteria (التي تُعرف الآن باسم العتائق). كما استخدم ووز مصطلح "المملكة" للإشارة إلى المجموعات الثلاث الرئيسية في التصنيف التطوري، وكان هذا المصطلح شائعًا حتى تم استبداله بمصطلح "المجال" في عام 1990.
لقد كان قبول تصنيف ووز التطوري على أساس علم الوراثة عملية بطيئة. حيث اعترض عدد من العلماء البارزين، مثل سلفادور لوريا و إرنست ماير، على تقسيمه لبدائيات النوى. ولم تقتصر الانتقادات على الجانب العلمي فقط؛ فقد أدى عقد من الجهود الشاقة في تصنيف النوكليوتيدات إلى أن أصبح ووز معروفًا بأنه "شخص غريب الأطوار"، حتى أنه أُطلق عليه لقب "الثوري المجروح في علم الأحياء الدقيقة" في مقال نشر في مجلة Science عام 1997.
ومع ذلك، أدى تزايد الأدلة الداعمة إلى قبول المجتمع العلمي لفكرة العتائق في منتصف الثمانينيات. واليوم، لم يعد هناك سوى قلة من العلماء الذين يؤيدون فكرة بدائيات النوى كوحدة تصنيفية موحدة.